# Expedition 39
Expedition 39 è stata la 39ª missione di lunga durata verso la International Space Station (ISS). È stata la prima ad avere un astronauta giapponese, il veterano Koichi Wakata, al comando. Finora tale compito era sempre spettato ad un astronauta della NASA o ad un cosmonauta della Agenzia Spaziale Russa. Il rientro dell'equipaggio è avvenuto nel maggio del 2014.

## Equipaggio
| Ruolo               | Marzo 2014                            | Marzo – Maggio 2014                        |
| ------------------- | ------------------------------------- | ------------------------------------------ |
| Comandante          | Koichi Wakata, JAXA Quarto volo       | Koichi Wakata, JAXA Quarto volo            |
| Ingegnere di volo 1 | Michail Tjurin, Roscosmos Terzo volo  | Michail Tjurin, Roscosmos Terzo volo       |
| Ingegnere di volo 2 | Richard Mastracchio, NASA Quarto volo | Richard Mastracchio, NASA Quarto volo      |
| Ingegnere di volo 3 |                                       | Aleksandr Skvorcov, Roscosmos Secondo volo |
| Ingegnere di volo 4 |                                       | Oleg Artem'ev, Roscosmos Primo volo        |
| Ingegnere di volo 5 |                                       | Steven Swanson, NASA Terzo volo            |

FonteJAXA, NASA